# セイント★セイジのうた
セイント★セイジのうたは、コナミデジタルエンタテインメントより2006年9月28日発売のPlayStation 2用音楽ゲームソフト『pop'n music 13 カーニバル』に収録された楽曲。アーティスト名義は「西本英雄ともうしま児童合唱団」、ゲーム上のジャンル名は「もうしま」。アーケードゲーム版には収録されていない。

## 概要
2006年に、漫画家西本英雄が週刊少年マガジンに連載している漫画『もう、しませんから。』と『pop'n music』のコラボレーション企画として作詞・作曲・歌唱を行い、その経緯がゲームの発売に合わせ、同年発売の同誌第43・44号にて前後編2週にわたって『もうしま』の中で描かれた（File.98・99「ポップンセイジ!?の巻（前編・後編）」）。この様子は後に同作コミックスの4巻へ収録されている（ISBN 4-06-363766-2）。
本作はいわゆる電波ソングの範疇に入る、完全なるコミックソング。もともとはコナミサイドが「『もうしま。』と『pop'n music』がコラボすれば面白そうだ」という発案から次第に話が進んでいったものである。
その後、キャラクターデザインおよび、収録する楽曲の作詞作曲を依頼された西本が自宅で最も音が響きにくいという理由でトイレの中を使い（最初は風呂で録音しようとしたらしいが、湿気が多いため断念）、楽器が弾けないために伴奏を全て口で行うという、ある意味すさまじい楽曲を製作した。
しかし、同席した村井聖夜はこの口だけのアレンジを大変気に入り、口楽器も歌詞としてそのまま収録しようということになり、まわりの雑音などを取り除くために改めてボーカル録りを行い、ゲーム内へ収録された。
村井聖夜のアレンジはデモテープでは「ジャカジャカ……タカタカ……」などと表現されていた部分もヒーローソングのように仕上げた。なお、電波風な曲の雰囲気とは裏腹に、ゲーム中での難易度は9ボタンのノーマル譜面の段階でもレベル21と高めで、EX譜面（最上位の譜面）は『pop'n music』において当時事実上の最高難度とされていたレベル43である（アーケード21作目『pop'n music Sunny Park』におけるレベル49-50に相当）。ただし、その難易度は譜面の配置よりも、2曲分のロング曲や単純に譜面を倍加させたダブル・トリプル譜面を除いては当時歴代最高であったポップ君の数の多さ（1819個）と、その影響によるゲージの上昇率の低さによるものが大きい。なお、ポップ君の最大数については後に『pop'n music 15 ADVENTURE』にて登場した「ニエンテ / neu」のEX譜面（1899個）、『pop'n music うさぎと猫と少年の夢』にて登場した「o†o」のEX譜面（1947個）で更新されている。
なお、楽曲の構成としてはイントロは1分以上もあり、本来の歌詞が始まるまで延々と西本の口楽器が披露され、さらには途中で咳き込み、台詞の途中で「あ、間違えた」というところで曲が終わってしまう。ちなみに、PS2版『pop'n music 13 カーニバル』の楽曲が収録されているサウンドトラック（「pop'n music 14 FEVER! AC ♥ CS pop'n music 12 いろは & 13 カーニバル」）でも、口楽器の部分まで含めてすべて歌詞としてブックレットに記載されている。
収録後、（漫画内の）西本は「ポップンミュージックアーティストによるコンサートに自分を出してくれ」と頼んだが、断られている。

## セイント★セイジ
「兄のセイント★カズオが志半ばで悪の組織（ボスはとても病弱なため家政婦が代わりに指令を送っている）に敗れたため、いやいやながら後を継いで闘う弟」という設定のキャラクター。曲の担当キャラクターとしてゲーム上に登場する。
キャラクターデザインは西本本人が行った。しかし、あまりにもゲームの世界観とかけ離れていたために、修正が行われた。キャラクターデザイン修正はコンシューマー版『pop'n music』のデザイナーのアオニサイが担当。漫画によれば、西本の原画を渡された際「可愛くしにくい…」と酷く困惑していた様子。どうしても残したい部分はあるかと聞かれた際、西本は『全部』と要求。だが最終的に残ったのは服装だけであった（他の部分を残したら可愛く出来ないとのこと）。また、敵キャラを渡された際も「また可愛くしにくいキャラを…」と困っていた。敵キャラ3体のデザインはそのまま流用しており、セイント★セイジの元デザインは漫画内のほか、ゲーム内でも一瞬登場している。
なお、『pop'n music』のキャラクターには各自簡単なキャラクター紹介文が用意されているのだが、セイント★セイジの場合は曲最後のセリフ部分がそのまま紹介文となっている。前述の通り、「あ、間違えた」の部分まで込みの紹介文である。また、キャラクターのアクションは判定に応じたアクションを取らない、いわゆるムービー形式で制作されており、セイント★セイジの活躍を描くアクション映画といった趣で進行する。このため、プレイヤーキャラクターとしては使用できない。

## セイント★セイジのもとうた
同ゲームの特別版に付属の『V-RARE SOUND TRACK Vol.15』に収録されているその名のとおりの「元歌」である。
こちらは『もうしま。』内で披露されていたのと同じ、上記のトイレ録りのデモ音源をそのまま収録しているというのがミソであり、同サウンドトラックのボーナストラックであり、目玉とされている。

## 収録作品・CD
- PS2用ゲームソフト『pop'n music 13 カーニバル』（2006年9月28日発売） - ゲーム中のプレイ楽曲として収録
  - 上記『 - 特別版』付属音楽CD『V-RARE SOUND TRACK Vol.15』（2006年9月28日発売、コナミスタイル限定（販売終了）） - 「もとうた」を収録
- 音楽CD『pop'n music 14 FEVER! AC ♥ CS pop'n music 12 いろは & 13 カーニバル』（2006年10月27日発売、3枚組、コナミスタイル限定（販売終了））
- 音楽CD『pop'n music SUPER BEST BOX』（2011年12月16日発売、20枚組、コナミスタイル限定（販売終了））